# Шахов, Алексей Гаврилович
Алексе́й Гаври́лович Ша́хов (род. 12 января 1938, Нижний Мамон, Воронежская область) — российский учёный-ветеринар, профессор, член-корреспондент РАСХН. Доктор ветеринарных наук (1986). Заслуженный деятель науки Российской Федерации. Заведующий отделом микробиологии, вирусологии и иммунологии Всероссийского научно-исследовательского ветеринарного института патологии, фармакологии и терапии.
Область научной деятельности — эпизоотология, инфекционные болезни молодняка сельскохозяйственных животных.

## Основные этапы работы
1960 г. — окончил ветеринарный факультет Воронежского зоотехническо-ветеринарного института.
1960—1963 гг. — ветврач на производстве.
1967 г. — степень кандидата ветеринарных наук на кафедре микробиологии и эпизоотологии Воронежского сельскохозяйственного института.
1986 г. — степень доктора ветеринарных наук (Ленинградский ветеринарный институт), подготовка работы на базе ВНИВИПФиТ.
С 1994 года — профессор кафедры эпизоотологии и вирусологии Воронежского государственного аграрного университета им. К. Д. Глинки.
С мая 1995 по 2005 год — директор ВНИВИПФиТ, заведующий отделом микробиологии, вирусологии и иммунологии.
В настоящее время занимает должность заведующего упомянутым отделом.

## Научные интересы
Изучение вирусных и бактериальных патогенов в нарушении репродуктивной функции у свиноматок и коров, разработка методов и средств их профилактики и терапии.

## Основные публикации
- Колостральный иммунитет и его значение при комплексной профилактической вакцинации свиней против рожи, болезни Ауески и лептоспироза./-В. Т. Котов, А. Г. Шахов, В. И. Лесных. Доклады ВАСХНИЛ, № 7, 1973.
- Особенности эпизоотий вирусного гастроэнтерита свиней в крупных хозяйствах. Вестник сельскохозяйственной науки, № 2, 1979 / В. Т. Котов, А. Г. Шахов.
- Из опыта профилактики и ликвидации вирусного (трансмиссивного) гастроэнтерита свиней. Вестник сельскохозяйственной науки, № 4, 1981 / В. Т. Котов, А. Г. Шахов.
- Способ борьбы с вирусным гастроэнтеритом свиней. Авторское свидетельство СССР № 946025, 1982 / В. Т. Котов, А. Г. Шахов.
- Профилактика респираторных болезней свиней. Ветеринария, № 1, 1988 / А. Г. Шахов, В. И. Лесных, Е. В. Шведковская, Ю. Н. Бригадиров, В. В. Чернов.
- Смешанное течение репродуктивно-респираторного синдрома и парвовирусной инфекции свиней. Ветеринария, № 7, 1999 / А. Г. Шахов, А. И. Ануфриев, А. В. Голубцов, А. А. Гусев и др.
- Комплексная экологически безопасная система ветеринарной защиты здоровья животных. М.: ФГНУ «Росинформагротех». 2000/ А. Г. Шахов, В. С. Бузлама, В. Т. Самохин, М. Н. Аргунов и др.
- Концепция эколого-адаптационной теории возникновения, развития массовой патологии и защиты здоровья животных в сельскохозяйственном производстве. М.: ФГНУ «Росинформагротех». 2000 / А. Г. Шахов, В. С. Бузлама, В. Т. Самохин, М. Н. Аргунов и др.
- Эколого-адаптационная стратегия защиты здоровья и продуктивности животных в современных условиях. Воронеж: Воронежский государственный университет, 2001 / А. Г. Шахов, В. С. Бузлама, В. Т. Самохин, М. Н. Аргунов и др.
- Актуальные проблемы болезней молодняка в современных условиях. Ветеринарная патология, № 2, 2003 / А. Г. Шахов.
- Экологические проблемы здоровья животных и пути их решения. Ветеринария, № 5, 2003 / А. Г. Шахов, М. Н. Аргунов, В. С. Бузлама.
- Эпизоотологические аналитические методы изучения основной патологии продуктивных животных. Вестник РАСХН, № 1, 2005 / А. Г. Шахов, В. В. Макаров, В. Н. Афонин и др.
- Эпизоотологические проблемы основной патологии продуктивных животных. Ветеринарная патология, № 3 (14), 2005 / А. Г. Шахов, В. В. Макаров, В. Н. Афонин, А. И. Ануфриев.
- Этиология факторных инфекций животных и меры их профилактики. Ветеринарная патология, № 3 (14), 2005 / А. Г. Шахов.
- Применение иммуномодуляторов при вакцинации животных против сальмонеллеза. Ветеринария, № 6, 2006 / А. Г. Шахов, Ю. Н. Масьянов, Ю. Н. Бригадиров, С. И. Першина и др.
- Методические рекомендации по диагностике, терапии и профилактике ретровирусных инфекций кошек, 2008 / Шахов А. Г., Золототрубов А. П., Федосов Д. В.
- Диагностика и эпизоотология вирусного иммунодефицита крупного рогатого скота / А. Г. Шахов, Д. В. Федосов, А. П. Золототрубов // Вестник Российской академии сельскохозяйственных наук. — 2007. — N 4. — С. 74-75

## Награды
- Медаль «Ветеран труда»
- Две серебряные и бронзовая медаль ВДНХ СССР
- нагрудный знак «Изобретатель СССР»
- Почётные грамоты Россельхозакадемии и администрации Воронежской области
- Дипломы ВДСХ Воронежской области и ВСНТО с/х СССР.

## Участие в представительных органах (редакциях комиссиях)
Является членом Координационного Межправительственного совета СНГ по сотрудничеству в области ветеринарии, ученого совета института, диссертационного совета по защите докторских диссертаций при ВНИВИПФиТ, секции «Патологи, фармакология и терапия» Россельхозакадемии.
С 1997 по 2006 год — член экспертного совета ВАК России.

## Участие в важных научно-практических проектах
Подготовка программ по НИР Россельхозакадемии, их выполнение и внедрение полученных результатов в производство.